# Autriche aux Jeux mondiaux de 2017
Cet article contient des informations sur la participation et les résultats de l' Autriche aux Jeux mondiaux de 2017 à Wrocław en Pologne.

## Médailles

### Or
| Sport                                 | Discipline                   | Sportifs                                      |
| Médailles d'or : 2 (+1 démonstration) |                              |                                               |
| Ju-Jitsu                              | Duo Hommes                   | Nicolaus Bichler Sebastian Vosta              |
| Ju-Jitsu                              | Duo Femmes                   | Mirnesa Bećirović (en) Mirneta Bećirović (en) |
| Aviron indoor (dém.)                  | Femmes - 2000 m Poids légers | Anna Berger                                   |

### Argent
| Sport                                    | Discipline                   | Sportifs          |
| Médaille d'argent : 1 (+1 démonstration) |                              |                   |
| Karaté                                   | Femmes - Kumite -68 kg       | Alisa Buchinger   |
| Aviron indoor (dém.)                     | Hommes - 2000 m Poids légers | Florian Berg (pl) |

### Bronze
| Sport                                      | Discipline                      | Sportifs |
| Médailles de bronze : 2 (+1 démonstration) |                                 | |
| Boules                                     | Hommes - Raffa Double           | Günther Baur Philipp Wolfgang |
| Fistball                                   | Tournoi                         | Autriche- Jean Andrioli - Bela Gschwandtner - Gustav Gürtler - Manuel Helmberger - Simon Lugmair - Julian Payrleitner - Martin Pühringer - Klaus Thaller - Elias Walchshofer - Stefan Wohlfahrt |
| Aviron indoor (dém.)                       | Femmes - 2000 m Toute catégorie | Magdalena Lobnig |